# Katharina Bellena
Katharina Bellena (* 1973 in Zabrze) ist eine deutsche Theater- und Filmschauspielerin.

## Leben
Katharina Bellena wurde ab 1992 an der Schauspielschule Mainz und ab 1996 an der Folkwang Universität der Künste in Essen ausgebildet.
Seit 1998 zahlreiche Engagements an verschiedenen Theatern, unter anderem am Theater der Stadt Heidelberg, Staatstheater Mainz, Maxim Gorki Theater Berlin, Volksbühne Berlin, HAU Berlin, FFT Düsseldorf und vielen anderen mehr.
Parallel spielt sie in zahlreichen Fernsehproduktionen und Kinofilmen. Einem breiteren Publikum wurde sie in der Krimireihe Polizeiruf 110 bekannt, wo sie von 2015 bis 2019 die Polizistin Edyta Wisniewski verkörperte. Es folgen Gastauftritte in den populären Fernsehserien "Heiter bis tödlich",  "Herzensbrecher", "Um Himmels Willen", SOKO Stuttgart, "Die Protokollantin".
Ihr Kinodebüt gibt Bellena 2010 in "Eine flexible Frau" von Tatjana Turanskyj, weitere Kinofilme folgen: 2019 der Spielfilm "Hotel Auschwitz" von Cornelius Schwalm, Bellena spielt die Ensemble Hauptrolle der jüdischen Schauspielerin Goska Traut, 2024 der Spielfilm "Immerhin: die Kunst, die Kunst" von Antonia Walther mit Katharina Bellena in der Hauptrolle der manipulativen Therapeutin Dr. Franz.
Im Jahr 2024 erscheint die deutsche Fernsehserie "Helgoland 513", Regie Robert Schwentke. In der von Sky Studios und UFA Fiction produzierten Serie spielt Katharina Bellena die durchgehende Nebenrolle Doris Eilers.
Bellena lehrte Grundlagenarbeit, Szenenstudium und Vorsprechrollen an der Filmschauspielschule Berlin. und arbeitet als Dozentin für Schauspiel an verschiedenen Schauspielschulen, etwa der Berliner Schule für Schauspiel.
Mit ihrem Künstlerkollektiv SLIDERS realisiert sie seit 2020 Performances im öffentlichen Raum in Berlin, Düsseldorf, oder Hamburg und produziert mit ihrem Filmlabel CollaboratorsFilms Kurz- und Langfilme.

## Filmografie (Auswahl)
- 1996: Jede Menge Leben (Fernsehserie, 6 Folgen)
- 2002: Für alle Fälle Stefanie (Fernsehserie, 1 Folge)
- 2003 Wolffs Revier (Fernsehserie, 1 Folge)
- 2008: Putzfrau Undercover (Fernsehfilm)
- 2008 Hoffnung für Kummerow (Fernsehfilm)
- 2010: Eine flexible Frau (Kinospielfilm)
- 2012: Heiter bis tödlich: Fuchs und Gans (Fernsehserie, 1 Folge)
- 2013 Doppelpass (Kurzfilm)
- 2014: 24/7 (Kurzfilm)
- 2014: Top Girl oder la déformation professionnelle (Kinospielfilm)
- 2014: Herzensbrecher (Fernsehserie, 1 Folge)
- 2014: In Gefahr – Ein verhängnisvoller Moment (Fernsehserie, 1 Folge)
- 2015: Waldo (Kurzfilm)
- 2015: Polizeiruf 110: Grenzgänger
- 2016: Polizeiruf 110: Der Preis der Freiheit
- 2017: Polizeiruf 110: Muttertag
- 2017: The Last Order (Fernsehserie)
- 2017: Um Himmels Willen (Fernsehserie, 1 Folge)
- 2017: Blind & Hässlich (Kinospielfilm)
- 2017: Polizeiruf 110: Das Beste für mein Kind
- 2017: Die Protokollantin (Fernsehserie, 4 Folgen)
- 2018: Polizeiruf 110: Demokratie stirbt in Finsternis
- 2018: Hotel Auschwitz
- 2018: Der Polizist und das Mädchen (Fernsehfilm)
- 2018: Die Protokollantin (Miniserie, 5 Folgen)
- 2018: Polizeiruf 110: Der Fall Sikorska
- 2019: Polizeiruf 110: Heimatliebe
- 2019: SOKO Stuttgart (Fernsehserie, 1 Folge)
- 2021: Du bist anders (Fernsehserie, 1 Folge)
- 2021: WIR (Fernsehserie, 1 Folge)
- 2021: MiniMocks (Fernsehserie, 1 Folge)
- 2021: Motherland (Kurzfilm)
- 2022: Constellation (TV-Serie, Apple TV+)
- 2024: Immerhin: Die Kunst, die Kunst (Kinospielfilm)
- 2024: KRZYK – Losing Control (Kinospielfilm)
- 2024: Helgoland 513 (TV-Serie, Sky, 7 Folgen)